# Sinotubulites
Sinotubulites é um gênero de pequenos fósseis de conchas em forma de tubo do período Ediacarano. Muitas vezes é encontrado relacionado com Cloudina. Seu tubo possuia uma estrutura "tubo-a-tubo" composta por várias camadas finas. Possui esculturas longitudinais proeminentes e anéis irregulares, que foram formados pelas rugas das camadas tubulares, e enfraquecem gradualmente em direção às camadas internas. O organismo provavelmente tinha um estilo de vida séssil, vivendo no fundo do mar. Sinotubulites e Cloudina são atualmente os dois primeiros fósseis conhecidos de organismos que conchas eram mineralizadas quando vivos, e muitas vezes são encontrados nas mesmas camadas fósseis. É notável que os espécimes de Cloudina frequentemente tenham pequenos orifícios perfurados, que são atribuídos a predadores, enquanto nenhuma dessas perfurações foi encontrada em Sinotubulites. Isso sugere que os Sinotubulites desenvolveram características que os tornaram um alvo muito menos atraente do que Cloudina. Como resultado, ambos os organismos são importantes nas análises da explosão cambriana, já que a predação e o aparecimento de componentes mineralizados são frequentemente citados como possíveis causas da "explosão". 